# Санчес Мартинес, Хосе Мария
Хосе Мария Санчес Мартинес (исп. José María Sánchez Martínez; род. 3 октября 1983, Мурсия, Мурсия) — испанский футбольный судья. Судья ФИФА с 2017 года.

## Карьера
Хосе Мария Санчес Мартинес работал в качестве арбитра на матчах чемпионата Испании по футболу во Втором дивизионе с 2011 года. В высшем дивизионе Испании стал обслуживать матчи в качестве главного судьи с 2015 года. Свой первый матч он провёл 29 августа 2015 года, когда «Реал Сосьедад» и «Спортинг Хихон» сыграли вничью со счетом 0:0. В 2017 году судил ответный матч Суперкубка Испании 2017 года между мадридским «Реалом» и «Барселоной», который завершился победой мадридцев со счетом 2:0.
С 2017 года внесен в список ФИФА и судит международные футбольные матчи. Свой первый матч в Еврокубках он провел 13 июля 2017 года, обслужив матч второго квалификационного раунда Лиги Европы между «Тренчином» и «Бней Иегудой».
В 2019 году был назначен видеоассистентом судьи на чемпионате мира по футболу среди женщин 2019 года, отработав в общей сложности десять матчей.
12 января 2020 года Санчес Мартинес судил финал Суперкубка Испании 2020 года между «Реалом» и «Атлетико Мадрид», который состоялся в Саудовской Аравии.
В апреле 2021 года был назначен видеоассистентом судьи на чемпионате Европы 2021 года. Обслужил четыре матча. В этом же амплуа использовался и на чемпионате Европы среди женщин, который состоялся в Англии в июле 2022 года.
Во второй половине сезона 2021-22 годов Санчес Мартинес был переведен в категорию элитных судей УЕФА.
Санчес Мартинес работает клерком в банке.